# Клейн (лунный кратер)
Кратер Клейн (лат. Klein) — ударный кратер в центральной материковой части видимой стороны Луны. Название присвоено в честь немецкого астронома и метеоролога Германа Йозефа Клейна (1844 −1914) и утверждено Международным астрономическим союзом в 1935 г. 

## Описание кратера
Кратер частично перекрывает юго-западный квадрант кратера Аль-Баттани. На северо-западе от кратера раполагается кратер Птолемей, на западе кратер Альфонс, на юге кратеры Паррот и Фогель, на юго-востоке кратер Бернем, на востоке кратер Ричи, на северо-востоке кратеры Галлей и Хайнд. Селенографические координаты центра кратера 11°59′ ю. ш. 2°32′ в. д. / 11,99° ю. ш. 2,53° в. д., диаметр 43,5 км, глубина 1,46 км. 
Вал кратера подвергся сильному разрушению и множественным импактам, наиболее сохранилась западная часть вала. В северной и южной частях вала имеются седловидные понижения. Северо-восточную часть вала перекрывает сателлитный кратер Клейн А. Наибольшая высота вала над окружающей местностью составляет 1070 м. Дно чаши кратера затоплено лавой, имеется небольшой центральный пик с возвышением 1040 м, объем кратера составляет приблизительно 1500 км³.

## Сателлитные кратеры
| Клейн | Координаты                                          | Диаметр, км |
| ----- | --------------------------------------------------- | ----------- |
| A     | 11°23′ ю. ш. 2°59′ в. д. / 11,38° ю. ш. 2,98° в. д. | 9,0         |
| B     | 12°31′ ю. ш. 1°47′ в. д. / 12,52° ю. ш. 1,78° в. д. | 5,6         |
| C     | 12°35′ ю. ш. 2°32′ в. д. / 12,58° ю. ш. 2,54° в. д. | 5,2         |